# Creuer Armando Diaz
L'Armando Díaz va ser un creuer lleuger de la Regia Marina italiana, pertanyent a la classe Luigi Cadorna, el segon del tipus Condottieri.

## Història
Va ser nomenat en honor al general de la Primera Guerra Mundial Armando Díaz. El lema del vaixell va ser extret del text del Butlletí de la Victòria del 4 de novembre de 1918: Amb una fe inquebrantable i un valor tenaç '.
Esquadrat a la IV Divisió de Creuers, no disposant de suficient protecció per operar en accions d'equip, durant la Segona Guerra Mundial va ser utilitzat principalment en funcions d'escorta i protecció de combois italians i alemanys i estava equipat amb hidroavions IMAM Ro.43.
L'única batalla en la qual va poder participar va ser la de Punta Stilo el 9 de juliol de 1940, batalla en la qual, però, no va poder participar activament perquè es va veure obligat a tornar per problemes de màquines.
A les 3:43 del 25 de febrer de 1941, mentre escortava un comboi cap a Líbia juntament amb el seu vaixell germà Giovanni delle Bande Nere i els destructors Ascari i Corazziere, va ser torpedinat pel submarí de la Royal Navy HMS Upright i es va enfonsar per proa en poc temps. sis minuts, arrossegant amb ell 464 homes d'un total dels 611 que formaven la tripulació (segons altres fonts els morts eren 500 dels 633 homes a bord).
La pèrdua del Diaz és exemplar de com les dues primeres classes de la sèrie Condottieri (Di Giussano i Cadorna) tenien massa poca protecció: de fet es van perdre (tot per torpedes, encara que això no tingués un paper primordial en el pèrdua del Da Barbiano i del Colleoni) cinc de les sis unitats que els formaven, mentre que només una de les sis unitats de les tres sèries successives ("Montecuccoli", "Duca d'Aosta" i "Duca degli Abruzzi") era enfonsades, i moltes d'aquestes unitats van sobreviure als torpedes (per exemple, el Garibaldi, el Duca degli Abruzzi o l'Attendolo.

## Comandants
- Capitano di vascello Francesco Mazzola (+) del 21 de novembre de 1939 al 25 de febrer de 1941

## Derelicte
El derelicte de l' Armando Diaz va ser localitzat l'any 2004 per un pescador de Lampedusa davant de la costa de l'illa de Kerkennah, posició 34°33'N, 11°43'E. El vaixell es troba assentat sobre la babord trencat en dues parts a menys de 50 metres de profunditat amb la proa aixecada. Les seves torretes de popa encara estan al seu lloc, però els seus canons estan enterrats al fons del mar.